# Lissocreagris valentinei
Lissocreagris valentinei es una especie de arácnido del orden Pseudoscorpionida de la familia Neobisiidae.

## Distribución geográfica
Se encuentra en Virginia (Estados Unidos).